# Saltos ornamentais nos Jogos Olímpicos de Verão da Juventude de 2014
Os saltos ornamentais nos Jogos Olímpicos de Verão da Juventude de 2014 foram realizados entre 23 e 27 de Agosto no natatório do Centro Olímpico de Desportos de Nanquim, em Nanquim, China.

## Qualificação
Cada Comité Olímpico Nacional (CON) pôde optar entre as quatro modalidades mas só pôde ter um atleta de cada sexo num máximo de dois. Como anfitriões, a China pode levar quatro atletas, dois de cada género (mesmo com um atleta a competir em cada evento). Oito participantes, dois em cada modalidade, foram decididos pela Comissão Tripartida. As restantes 36 vagas foram ocupadas consoante um evento de qualificação único realizado em 2014.
Para poderem competir nas Olimpíadas da Juventude, os atletas devem ter nascido entre 1 de Janeiro de 1996 e 31 de Dezembro de 1998.
Prancha a 3 metros
| Evento                                                         | Local       | Data                   | Total de vagas | Rapazes qualificados                                                                                                | Moças qualificadas                                                                                              |
| -------------------------------------------------------------- | ----------- | ---------------------- | -------------- | --- | --- |
| Anfitriões                                                     | -           | -                      | 1              | CHN China | CHN China |
| Evento de qualificação para Saltos Ornamentais em Nanquim 2014 | Guadalajara | 1 e 2 de Março de 2014 | 9              | GER Alemanha BLR Bielorrússia CAN Canadá USA Estados Unidos MEX México NOR Noruega RUS Rússia SUI Suíça UKR Ucrânia | GER Alemanha BRA Brasil COL Colômbia USA Estados Unidos ITA Itália MEX México RUS Rússia SWE Suécia UKR Ucrânia |
| Convite tripartido                                             | -           | -                      | 2              | | |
| TOTAL                                                          |             |                        |                | 12 | 12 |

Plataforma a 10 metros
| Evento                                                         | Local       | Data           | Total de vagas | Rapazes qualificados                                                                                              | Moças qualificadas                                                                                            |
| -------------------------------------------------------------- | ----------- | -------------- | -------------- | --- | --- |
| Anfitriões                                                     | -           | -              | 1              | CHN China | CHN China |
| Evento de qualificação para Saltos Ornamentais em Nanquim 2014 | Guadalajara | 1 e 2 de Março | 9              | GER Alemanha ARM Armênia CAN Canadá COL Colômbia USA Estados Unidos MEX México NOR Noruega RUS Rússia UKR Ucrânia | BRA Brasil COL Colômbia EGY Egito USA Estados Unidos FRA França MAS Malásia MEX México RUS Rússia UKR Ucrânia |
| Convite tripartido                                             | -           | -              | 2              | | |
| TOTAL                                                          |             |                |                | 12 | 12 |

## Calendário
O calendário foi publicado pelo Comité Organizador dos Jogos Olímpicos da Juventude de Nanquim.
Todos os horários são pela hora padrão chinesa  (UTC+8).
| Data         | Dia da semana | Hora de início | Evento                                             |
| ------------ | ------------- | -------------- | -------------------------------------------------- |
| 23 de Agosto | Sábado        | 10:00          | Eliminatória de plataforma a 10 metros (feminino)  |
| 23 de Agosto | Sábado        | 17:00          | Final de plataforma a 10 metros (feminino)         |
| 24 de Agosto | Domingo       | 10:00          | Eliminatória de prancha a 3 metros (masculino)     |
| 24 de Agosto | Domingo       | 17:00          | Final de prancha a 3 metros (masculino)            |
| 25 de Agosto | 2ª Feira      | 10:00          | Eliminatória de prancha a 3 metros (feminino)      |
| 25 de Agosto | 2ª Feira      | 17:00          | Final de prancha a 3 metros (feminino)             |
| 26 de Agosto | 3ª Feira      | 10:00          | Eliminatória de plataforma a 10 metros (masculino) |
| 26 de Agosto | 3ª Feira      | 17:00          | Final de plataforma a 10 metros (masculino)        |
| 27 de Agosto | 4ª Feira      | 16:00          | Final de equipas mistas                            |

## Medalhistas
| Evento                             | Ouro                                                              | Prata                                                         | Bronze                                                            |
| ---------------------------------- | ----------------------------------------------------------------- | ------------------------------------------------------------- | ----------------------------------------------------------------- |
| Trampolim 3 m masculino detalhes   | Yang Hao CHN China                                                | Rodrigo Diego MEX México                                      | Philippe Gagné CAN Canadá                                         |
| Trampolim 3 m feminino detalhes    | Wu Shenping CHN China                                             | Hanna Krasnoshlyk UKR Ucrânia                                 | Loh Zhiayi MAS Malásia                                            |
| Plataforma 10 m masculino detalhes | Yang Hao CHN China                                                | Philippe Gagné CAN Canadá                                     | Rodrigo Diego MEX México                                          |
| Plataforma 10 m feminino detalhes  | Wu Shengping CHN China                                            | Loh Zhiayi MAS Malásia                                        | Alejandra Orozco MEX México                                       |
| Evento misto detalhes              | MEX Alejandra Orozco NOR Daniel Jensen IOC Equipes internacionais | CHN Wu Shenping EGY Mohab El-Kordy IOC Equipes internacionais | USA Gracia Mahoney UKR Pylyp Tkachenko IOC Equipes internacionais |

## Quadro de medalhas
| Ordem | País                       | Medalha de ouro | Medalha de prata | Medalha de bronze |    | Ordem por total |
| ----- | -------------------------- | --------------- | ---------------- | ----------------- | -- | --------------- |
| 1     | CHN China                  | 4               |                  |                   | 4  | 1               |
| –     | IOC Equipes internacionais | 1               | 1                | 1                 | 3  | –               |
| 2     | MEX México                 |                 | 1                | 2                 | 3  | 2               |
| 3     | CAN Canadá                 |                 | 1                | 1                 | 2  | 3               |
|       | MAS Malásia                |                 | 1                | 1                 | 2  | 3               |
| 5     | UKR Ucrânia                |                 | 1                |                   | 1  | 5               |
| TOTAL | TOTAL                      | 5               | 5                | 5                 | 15 |                 |